# East Foothills, Kalifornien
East Foothills är en ort (CDP) i Santa Clara County, i delstaten Kalifornien, USA. Enligt United States Census Bureau har orten en folkmängd på 8 269 invånare (2010) och en landarea på 5,9 km².